# Anna Leonore König
Anna Leonore König, född Falck 29 oktober 1771 i Kvillinge församling, Östergötlands län, död 20 mars 1854 i Linköpings församling, Östergötlands län, var en svensk sångare och klaverspelare.

## Biografi
Anna Leonore König föddes 1771 i Kvillinge socken. Hon var dotter till assessorn Fredrik Adolf Falck och Anna Christina Älf.
Hon var sångsolist i "Musikaliska inrättningen" i Norrköping 1797–1801. König invaldes som ledamot nr. 153 av Kungliga Musikaliska Akademien den 31 december 1794.

### Familj
König gifte sig 11 maj 1794 på Högby i Vreta klosters socken med ryttmästaren Georg Henric König (1763–1839), dotter till arkitekten Carl Henrik König och Fredrika Lovisa Tillæus. De fick tillsammans barnen Carolina Fredrika Christina König (1796–1882), Henrika Eleonora König (1797–1803), och Lovisa Elisabet König (1800–1880) som var gift med löjtnanten Valdemar Rudin vid Hälsinge regemente. Makarna Rudin blev föräldrar till professor Waldemar Rudin.